# República Socialista Soviética da Lituânia
A República Socialista Soviética da Lituânia ou República Socialista Soviética Lituana (em lituano: Lietuvos Tarybų Socialistinė Respublika; em russo: Литовская Советская Социалистическая Республика) foi uma das quinze repúblicas da União Soviética entre 21 de Julho de 1940 e 11 de Março de 1990. Era uma das três repúblicas bálticas; atualmente a Lituânia um dos três países bálticos.
A Lituânia pertenceu ao Império Russo até 18 de fevereiro de 1918, data em que se tornou independente. Em 1940 foi invadida pelas tropas soviéticas, na sequência do Pacto Molotov-Ribbentrop.